# هنر شوروی
هنر شوروی، هنر تجسمی است که پس از انقلاب سوسیالیستی اکتبر سال ۱۹۱۷ در روسیه شوروی (۱۹۱۷–۱۹۲۲) و اتحاد جماهیر شوروی (۱۹۲۲–۱۹۹۱) تولید شد.

## اتحاد جماهیر شوروی دوره پس از انقلاب

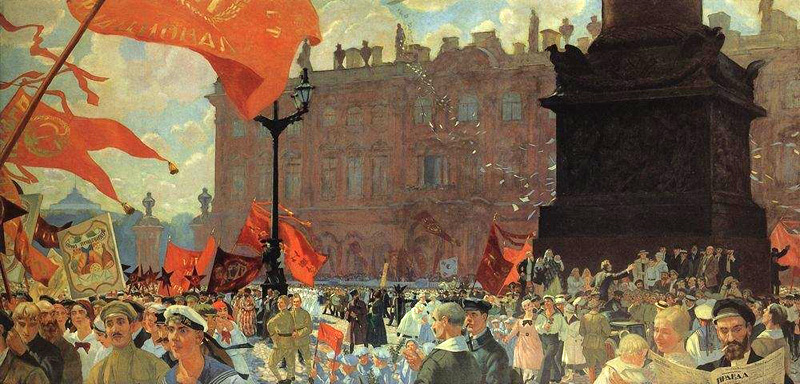
جشن بوریس کوستودیف با افتتاح دومین کنگره کمینترن در میدان اریتسکی در پتروگراد در ۱۹ ژوئن ۱۹۲۰. ۱۹۲۱. موزه روسیه

تولد هنر اتحاد جماهیر شوروی قبل از دوران دهه ۱۹۲۰ میلادی با یک دوره رقابت شدید ایدئولوژیکی بین گروه‌های مختلف هنری پیش آمد که هر یک تلاش می‌کردند تا دیدگاه‌های خود را در تعیین اشکال و جهاتی که در آن هنر شوروی توسعه می‌یافت، امتیازاتی کنند تا حمایت صاحبان قدرت را در کسب پست‌ها در موسسات فرهنگی جلب نمایند.
این بحران با بحران فزاینده هنر رادیکال چپ گرایانه تلخ‌تر شد. در اواخر دهه ۱۹۳۰، بسیاری <i id="mwFw">از</i> تمایلات <i id="mwFw">آوانگارد</i> که در دهه ۱۹۱۰ آغاز شده بودند، خود را خسته کرده بودند و شروع به تصویر کشیدن اشیاء با زندگی واقعی می‌کردند، زیرا تلاش می‌کردند به سیستم سنتی تصاویر نقاشی شده بازگردند. این همان چیزی است که با هنرمندان برجسته گروه الماس ناشناخته رخ داد. در اوایل دهه ۱۹۳۰ کازیمیر مالویچ به هنر فیگوراتیو بازگشت.
حامیان برجسته دیدگاه‌های چپ عبارتند از: دیوید اشترنبرگ (رئیس گروه هنرهای زیبا کمیساریای خلق برای آموزش و پرورش؛ قبل از انقلاب یکی از اعضای گروه یهودیان کارگر، که در تبعید در فرانسه زندگی می‌کرد، جایی که با آناتولی لوناچارسکی آشنا شد)، الکساندر دروین، ولادیمیر تاتلین، وسلی کاندینسکی، کازیمیر مالویچ، اوسیپ بریک، سوفیا دیمشیتس-تولستایا، اولگا روزانوا، میخائیل ماتیوشین و ناتان آلتمن. آنها یک گروه نسبتاً قدرتمند را تشکیل دادند که در ابتدا سیاست‌های بخش هنرهای زیبا را در دولت شوروی و همچنین شوراهای محلی مسکو و پتروگراد تعیین می‌کرد.
موقعیت دپارتمان هنرهای زیبا کاملاً توسط نیکولای پونین در سال ۱۹۱۹ بیان شد، که نوشت: "اگر تصویر جهان به شناخت کمک کند، فقط در اولین مراحل رشد بشر بوده‌است، پس از آن هم‌اکنون یا مانع مستقیم رشد هنر است یا عامل تفسیر طبقاتی آن»، و بنابراین «عنصر تصویر در حال حاضر عنصر مشخصه درک بورژوازی از هنر است».
خطر وقفه با سنتهای گسترده هنر پیش از انقلاب و مکتب هنری عمدتاً توسط نمایندگان هنر روسیه که کار خود را از قبل از انقلاب آغاز کرده بودند، مطرح شده بود و بر خلاف چپ‌ها، ابتدا رژیم جدید را بایکوت می‌کردند. از جمله آنها دیمیتری کاردوفسکی، اسحاق برودسکی، الکساندر ساوینوف، آبرام آرکیفف، بوریس کوستودیف، کوزما پتروو-وودکین، آرکادی ریلوف، آنا اوسترومووا -لبدوا، میخائیل آویلوف، الکساندر ساموخوالوف، بوریس ایوگانسون، رودولف فرنتز و دیگران بودند. شکل‌گیری این دو اردوگاه که اعضای آنها دارای موقعیت‌هایی بودند و تا حدود زیادی با قطر مخالف بودند، تأثیر برجسته ای بر توسعه هنر و آموزش هنری در دهه ۱۹۲۰ گذاشت. در این جو مباحث مداوم و مسابقه ای بین گرایش‌های مختلف هنری بود که هنر و مکتب هنری شوروی به وجود آمد.

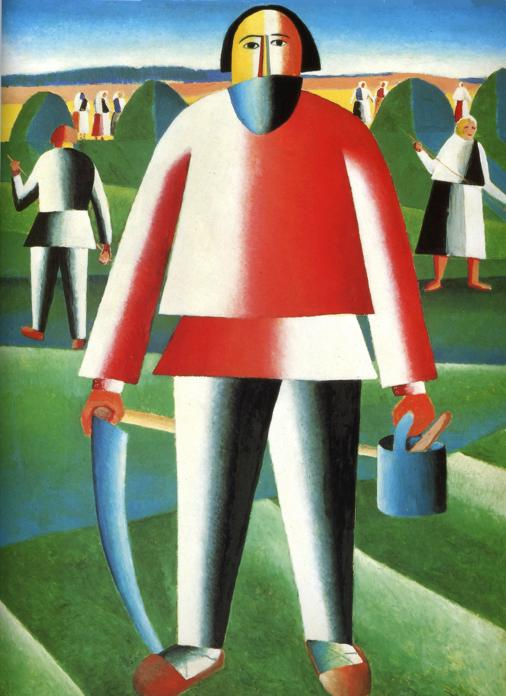
کازیمیر مالویچ. مورس ۱۹۳۰

جنبش دیگری پس از انقلاب برای قرار دادن همه هنرها در خدمت دیکتاتوری پرولتاریا آغاز شد. ابزار آن درست چند روز قبل از انقلاب اکتبر، معروف به پرالتکالت، مخفف اختصاری "Proletarskie kulturno-prosvetitelnye organizatsii" (سازمان‌های فرهنگی و روشنگری پرولتاریا) ایجاد شد. تئوریسین برجسته این جنبش الکساندر بوگدانف بود. در ابتدا کمیساریای خلق برای آموزش (وزارت آموزش و پرورش)، که همچنین وظیفه هنر را برعهده داشت، از پرولتکالت پشتیبانی کرد. با این حال، بعداً به دنبال استقلال بیش از حد از حزب کمونیست حاکم بلشویکها، نگرش منفی به ولادیمیر لنین، تا سال ۱۹۲۲ کاهش چشمگیری یافت، و سرانجام در سال ۱۹۳۲ منحل شد.
ایده‌های پرالکالت علائق آوانگاردهای روسی را که سعی در خلاص شدن از مقررات «هنر بورژوایی» داشت، جلب کرد. از جمله افراد برجسته این جنبش عبارت بودند از: ولادیمیر تاتلین، میخائیل ماتیوشین، و کازیمیر مالوویچ که از سال ۱۹۲۳ تا زمان تعطیلی در سال ۱۹۲۶ مدیر مؤسسه فرهنگ هنری پتروگراد (GinKHuk) بود. با این حال، اندیشه‌های آوانگارد سرانجام با واقع گرایی سوسیالیستی که توسط دولتحمایت می‌شد، درگیر شد.

## هنر رئالیسم سوسیالیستی

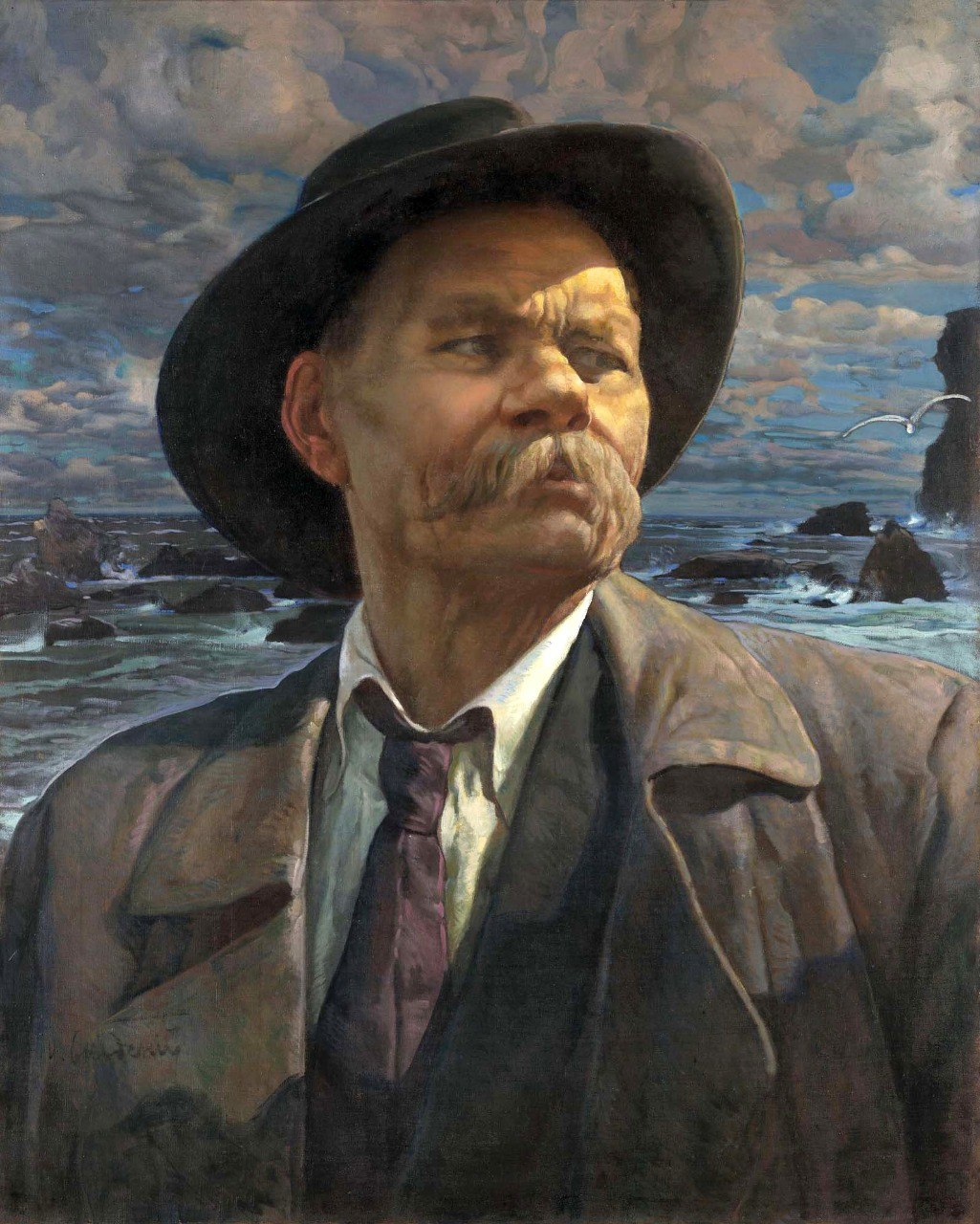
آیزاک برودسکی پرتره ای از ماکسیم گورکی. ۱۹۳۷ گالری ترتیاکوف

هنر رسمی تأیید شده پیروی از دکترین رئالیسم سوسیالیستی بود. در بهار سال ۱۹۳۲، کمیته مرکزی حزب کمونیست تصویب کرد که همه گروه‌ها و سازمان‌های ادبی و هنری موجود باید منحل شوند و با انجمن‌های یکپارچه حرفه‌های خلاق جایگزین شوند. بر این اساس، اتحادیه هنرمندان مسکو و لنینگراد در اوت سال ۱۹۳۲ تأسیس شد که تاریخ هنر پس از انقلاب را به پایان رساند. دوران هنر شوروی آغاز شد.
در اکتبر سال ۱۹۳۲، کمیته اجرایی مرکزی روسیه و شورای کمسیونهای خلق قطعنامه ای را برای ایجاد فرهنگستان هنر به تصویب رساند. مؤسسه هنرهای زیبا پرولتری لنینگراد به پژوهشگاه نقاشی، مجسمه‌سازی و معماری تبدیل شد. این سبب ایجاد یک دوره ۱۵ ساله تغییر مداوم در بزرگترین مؤسسه آموزش هنر کشور شد. در کل، طی دوره ۱۹۱۷–۱۹۹۱، این مؤسسه بیش از ۱۰۰۰۰ هنرمند و مورخ هنر فارغ‌التحصیل شد. در میان آنها هنرمندان و مجسمه سازان بزرگی از اتحاد جماهیر شوروی همچون الکساندر ساموخوالوف، یوسی مویزینکو، آندری میلیکنوف، یوری نپرینتسف، الکساندر لاکیتونف، میخائیل آنیکوشین، پیوتر بلوسف، بوریس اوگاروف، ایلیا گلازونف، نیکولای تیمکو و دیگران قرار گرفتند.
مشهورترین هنرمندان اتحاد جماهیر شوروی عبارت بودند از: اسحاق برودسکی، الکساندر ساموخوالف، بوریس ایوگانسون، الکساندر دینکا، الکساندر لاکیتوف، یوری نپرینتسف و دیگر نقاشان مسکو و مکتب لنینگراد. الکساندر گراسیموف هنرمند مسکو در طول زندگی حرفه ای خود تعداد زیادی از نقاشی‌های قهرمانانه جوزف استالین و سایر اعضای پولیتبورو را تولید کرد. بعداً نیکیتا خروشچف ادعا کرد که کلیمنت وروشیلوف از زمان حضور در وظایف خود در کمیساریای دفاع خلق وقت بیشتری را در استودیوی گراسیموف گذراند. نقاشی گراسیموف تسلط بر فنون کلاسیک بازنمایی را نشان می‌دهد.

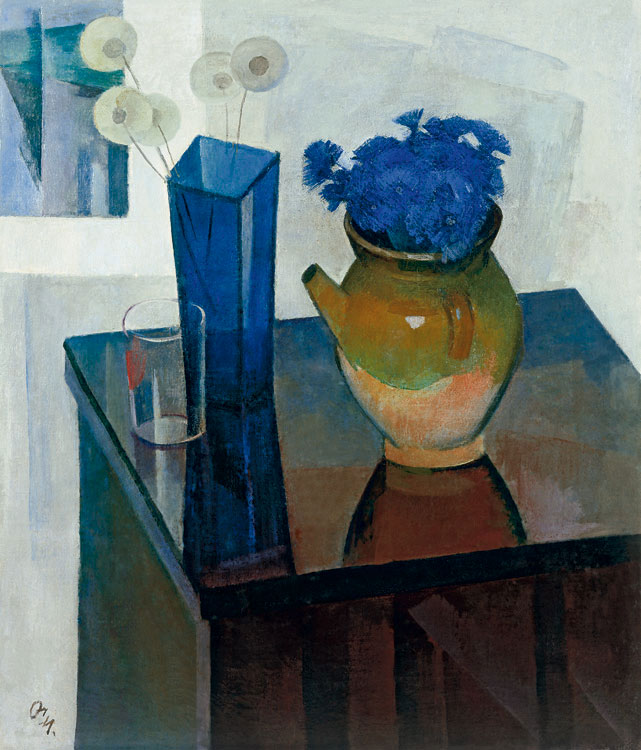
س. اوسیپوف گلهای ذرت ۱۹۷۶

در دوره بین اواسط دهه ۱۹۵۰ و ۱۹۹۶۰، هنر رئالیسم سوسیالیستی به اوج خود نزدیک می‌شد. هنرمندانی که در دهه ۱۹۳۰ تا ۱۹۵۰ از آکادمی فارغ‌التحصیل شده بودند (موسسه هنرهای روپین) در صدرنشینی بودند. آنها سریعاً هنر خود را ارائه دادند، برای تجربه تلاش کردند و مشتاق بودند بیشتر بیاموزند. هنر این دوره سلیقه فوق‌العاده ای برای زندگی و کارهای خلاقانه به نمایش گذاشت.
در سال ۱۹۵۷، نخستین کنگره اتحادیه هنرمندان اتحاد جماهیر شوروی در مسکو برگزار شد. این اتحادیه هنرمندان اتحاد جماهیر شوروی را تشکیل داد که بیش از ۱۳۰۰۰ هنرمند حرفه ای از تمام جمهوری‌ها و همه تخصص‌ها را متحد می‌کند. در سال ۱۹۶۰ اتحادیه هنرمندان فدراسیون روسیه تشکیل شد. بر این اساس، این وقایع بر زندگی هنری در مسکو، لنینگراد تأثیر گذاشت. دامنه تجربیات گسترده‌تر شد. به ویژه، این مربوط به شکل و زبان نقاشی و پلاستیک بود. تصاویر جوانان و دانش آموزان، در حال تغییر سریع روستاها و شهرها، سرزمین‌های بکر تحت کشت، برنامه‌های ساختمانی باشکوه که در سیبری و منطقه ولگا تحقق یافت، دستاوردهای بزرگ علم و فناوری شوروی به مباحث اصلی نقاشی جدید تبدیل شد. قهرمانان زمان دانشمندان جوان، کارگران، مهندسان عمران، پزشکان محبوب‌ترین قهرمانان نقاشی‌ها شدند.
در این دوره، زندگی مباحث بسیار هیجان انگیز، چهره‌های مثبت و تصاویر را در اختیار هنرمندان قرار می‌داد. میراث بسیاری از هنرمندان بزرگ و حرکات هنری دوباره برای مطالعه و بحث‌های عمومی در دسترس قرار گرفت. این امر تا حد زیادی درک هنرمندان از روش رئالیستی و امکانات آن را گسترده‌تر کرد. این تجدید مکرر همان درک واقع گرایانه بود که باعث شد این سبک در طول تاریخ بر هنر روسیه حاکم شود. سنت واقع گرایانه باعث ایجاد بسیاری از روندهای نقاشی معاصر، از جمله نقاشی از طبیعت، نقاشی «سبک شدید» و هنر تزئینی شده‌است. با این حال، در این دوره امپرسیونیسم، پست‌مپرسیونیسم، کوبیسم و اکسپرسیونیسم نیز طرفداران و مفسران سرسخت خود را داشتند.

## هنر غیر کانفورمیستی اتحاد جماهیر شوروی
مرگ ژوزف استالین در سال ۱۹۵۳، و نیکیتا خروشچف را گرم شدن، راه را برای موج آزادسازی در هنر در سراسر هموار اتحاد جماهیر شوروی هموار کرد. اگرچه هیچ تغییر رسمی در سیاست صورت نگرفت، اما ترس از عواقب کمتر نسبت به دوره استالینیستی، هنرمندان با احساس آزادی بیشتری شروع به تجربه در کار خود کردند.
در دهه ۱۹۵۰، الی بیلوتین هنرمند اهل مسکو، دانش آموزان خود را تشویق به تجرید به انتزاع گرایی کرد، تجربه ای که توسط اتحادیه هنرمندان، که سیاست رسمی رئالیسم سوسیالیستی را به شدت تشدید می‌کرد، مورد بی‌توجهی شدیدی قرار گرفت. هنرمندانی که تصمیم گرفتند به سبکهای جایگزین نقاشی کنند، مجبور بودند این کار را بطور کامل به صورت خصوصی انجام دهند و هرگز نتوانستند آثار خود را به نمایش بگذارند یا بفروشند. در نتیجه، هنر غیرکانفورمیستی در مسیری جدا از هنر رسمی که در کتب تاریخ ثبت شده‌است، پیشرفت کرد.
مجله زندگی دو پرتره از دو نقاش منتشر کرد که به نظرشان بیشترین نماینده هنرهای روسی دوره بودند: آنها سروف، یک نماد رسمی اتحاد جماهیر شوروی و آناتولی زورف، یک اکسپرسیونیست زیرزمینی آوانگارد روسیه بود. پرتره سرووف از ولادیمیر لنین و پرتره شخصی زورف توسط خیلی‌ها با مبارزات جاودانه کتاب مقدس شیطان و ناجی همراه بود. هنگامی که خروشچف از انتشار این خبر مطلع شد، وی خشمگین شد و تمام تماس‌ها با بازدید کنندگان غربی را ممنوع اعلام کرد، تمام نمایشگاه‌های نیمه قانونی را تعطیل کرد؛ و البته زورف هدف اصلی خشم او بود.
گروه لیانوزوو در دهه ۱۹۶۰ در اطراف هنرمند اسکار رابین شکل گرفت و شامل هنرمندانی چون والنتینا کروپیوویتسکا، ولادیمیر نموخین و لیدیا مسترکووا شد. این هنرمندان در حالی که به هیچ سبک متداولی جذب نشدند، سعی داشتند به جای پایبندی به سبک تبلیغی رئالیسم سوسیالیستی خود را به شکلی که از نظرشان مناسب است ابراز کنند.
تاریخ هنر اواخر شوروی تحت سلطه سیاستها و فرمولهای ساده گرایانه است. هم در حوزه هنری و هم برای عموم مردم، به شخصیت زیبایی شناختی اثر تولید شده در اتحاد جماهیر شوروی در دهه ۱۹۷۰ و ۱۹۸۰ توجه کمی صورت گرفته‌است. در عوض، هنر رسمی و غیررسمی این دوره معمولاً در تحولات سیاسی «بد» یا «خوب» قرار داشت. تصویری ظریف تر تأکید می‌کند که در این دوره، تعداد زیادی گروه در مسکو و لنینگراد در هنر رقابت می‌کردند. مهمترین چهره‌ها برای صحنه بین‌المللی هنر هنرمندان مسکو ایلیا کاباکوف، اریک بولاتوف، آندری موناستیرسکی، ویتالی کومار و الکساندر ملامید بوده‌اند.
تا دهه ۱۹۸۰، سیاست‌های میخائیل گورباچف از پرستروئیکا و گلاستون برای مقامات غیرممکن بود که محدودیت‌هایی را برای هنرمندان یا آزادی بیان آنها قائل شوند. با فروپاشی اتحاد جماهیر شوروی، اقتصاد بازار جدید امکان توسعه یک سیستم گالری را فراهم کرد و این بدان معناست که دیگر هنرمندان نیازی به اشتغال دولتی ندارند و می‌توانند با توجه به سلیقه خود و همچنین سلیقه حامیان خصوصی خود، اثری خلق کنند. از این رو، پس از حدود ۱۹۸۶، پدیده هنر غیرکانفورمیستی در اتحاد جماهیر شوروی متوقف شد.

## نگارخانه

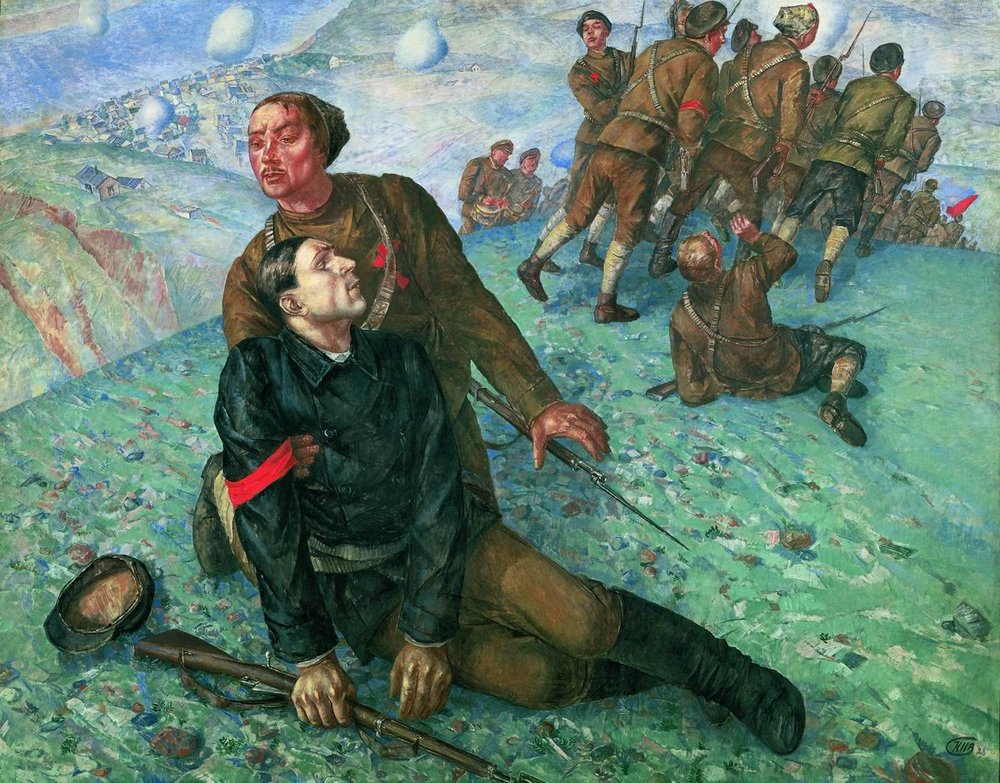
K. Petrov-Vodkin. مرگ یک کمیسار. ۱۹۲۸
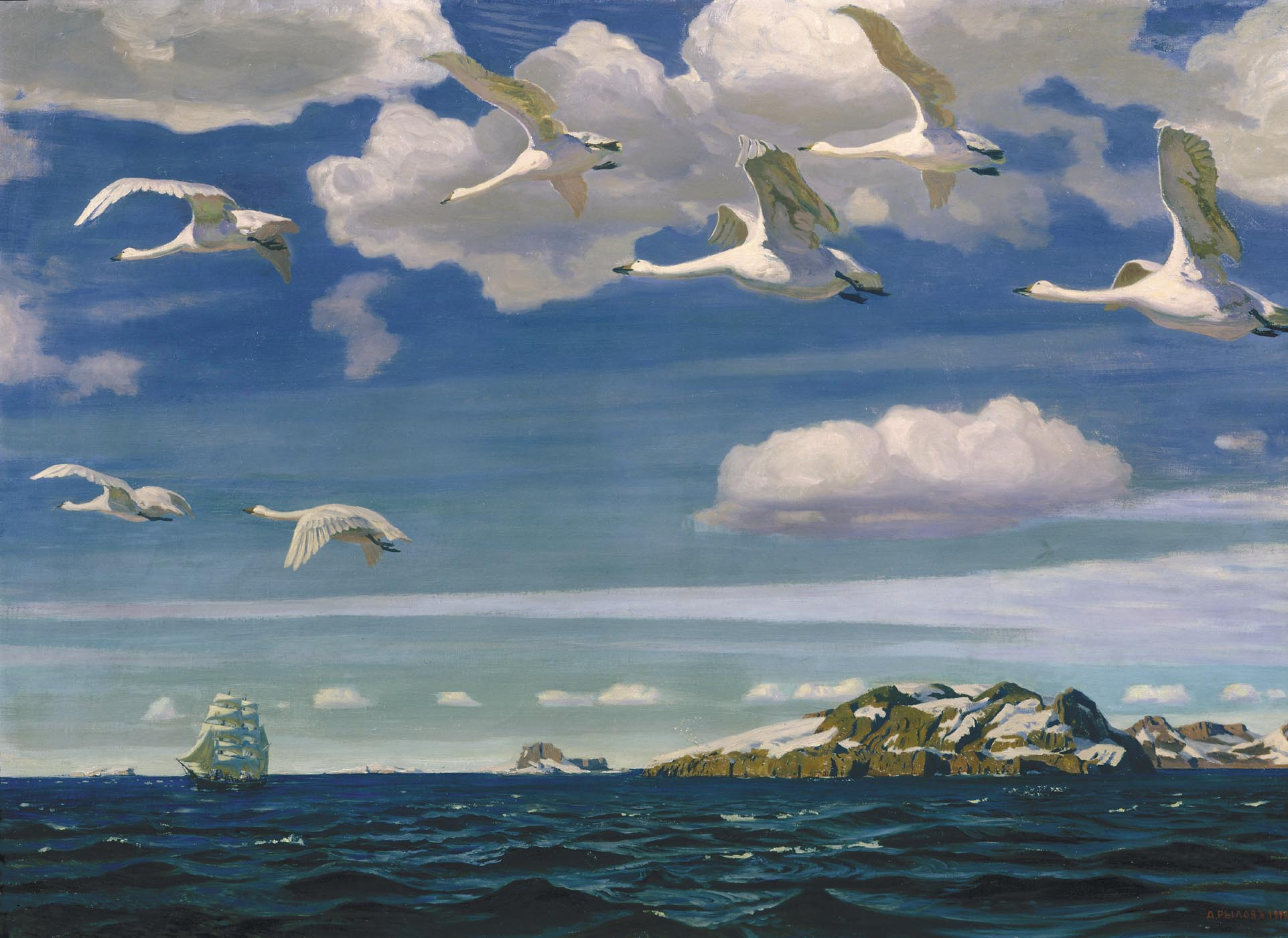
A. Rylov. در فضای آبی (۱۹۱۸)
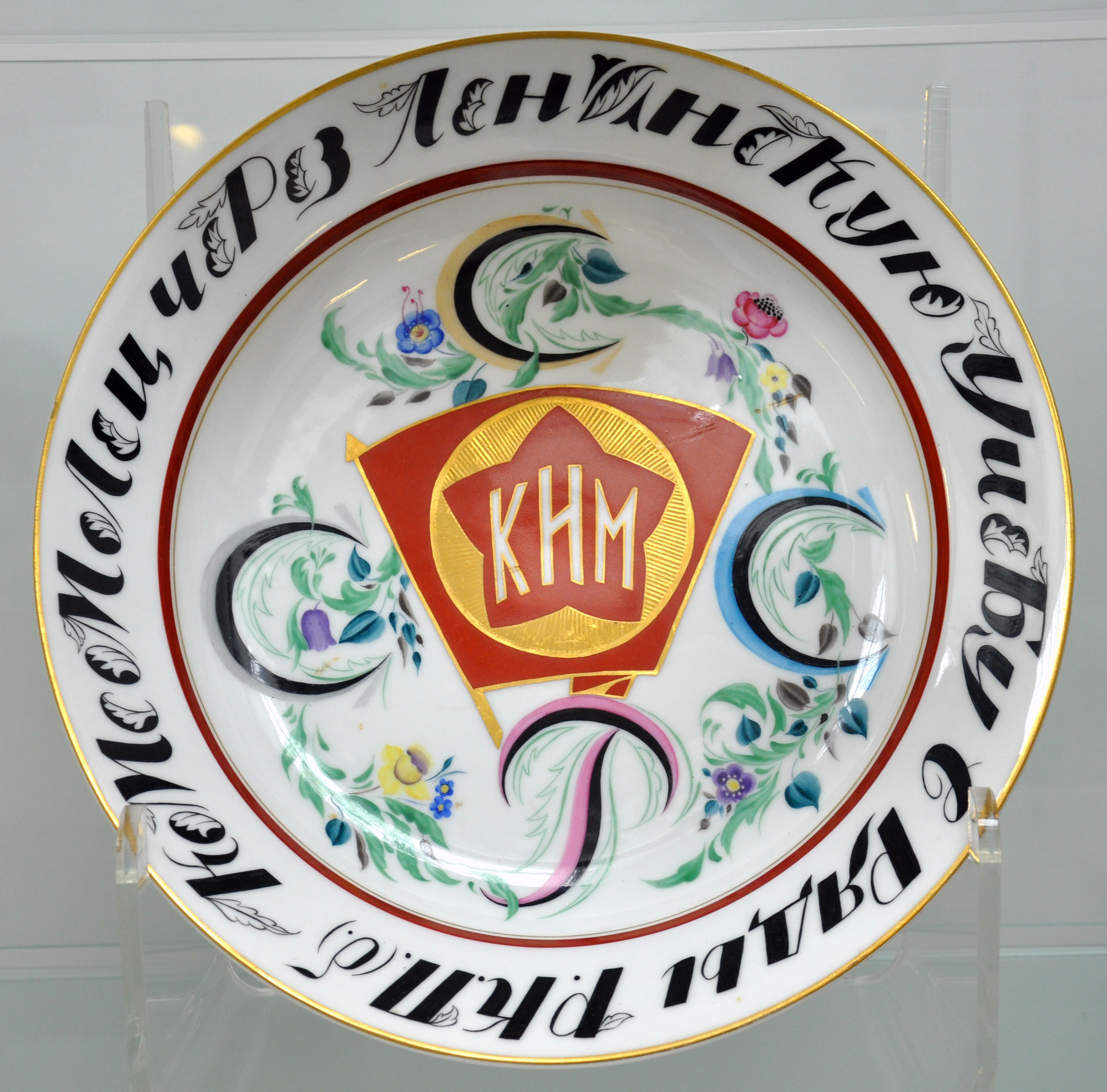
س. چخونین پرسلن برانگیخته. صفحه ۱۹۲۵
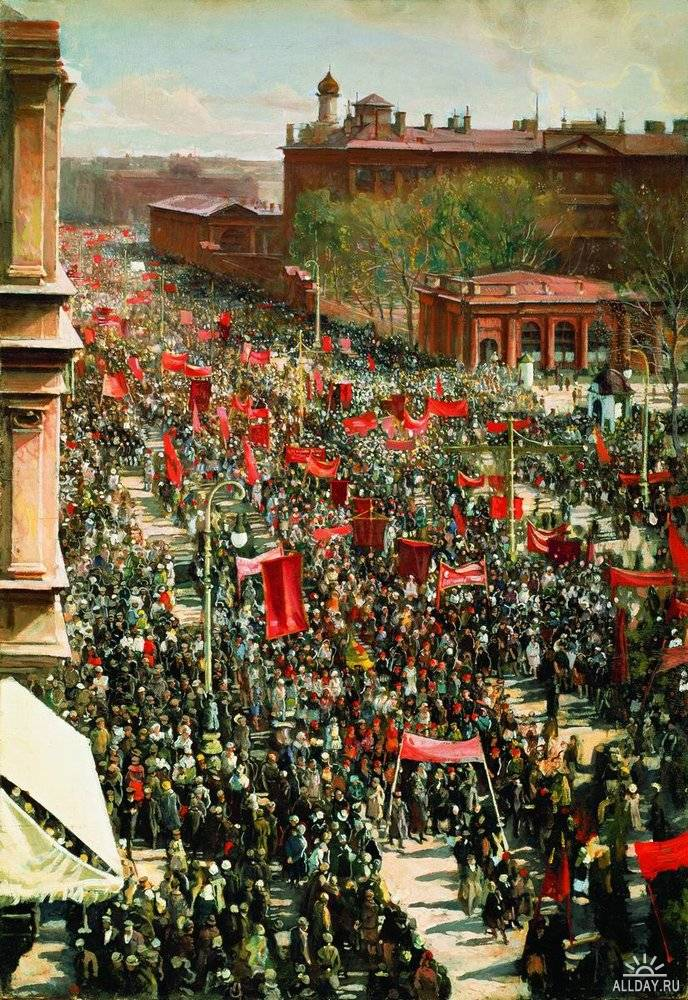
من برادسکی تظاهرات در چشم انداز ۲۵ اکتبر . ۱۹۳۴
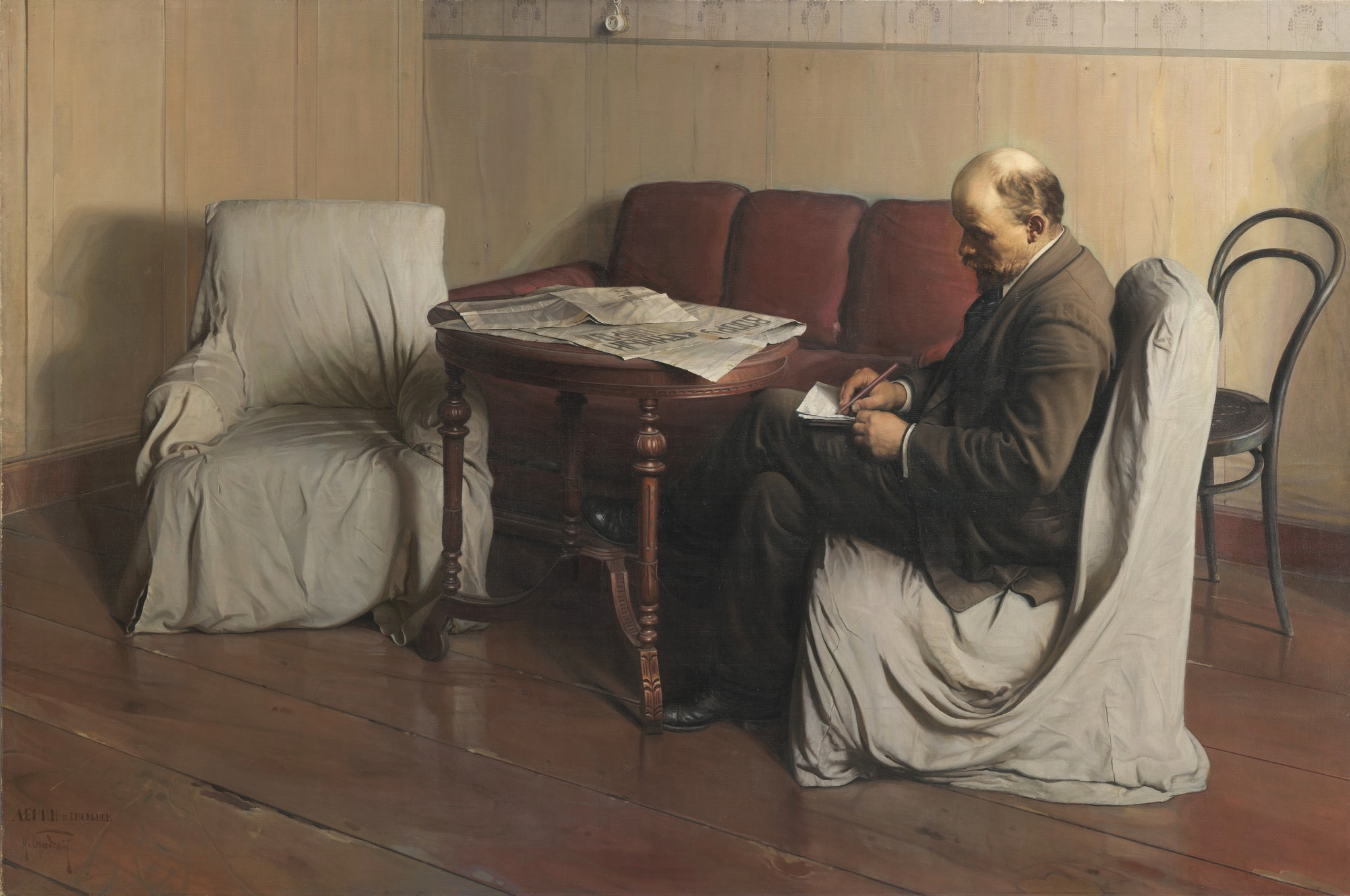
من برادسکی لنین در اسمولنی. ۱۹۳۰
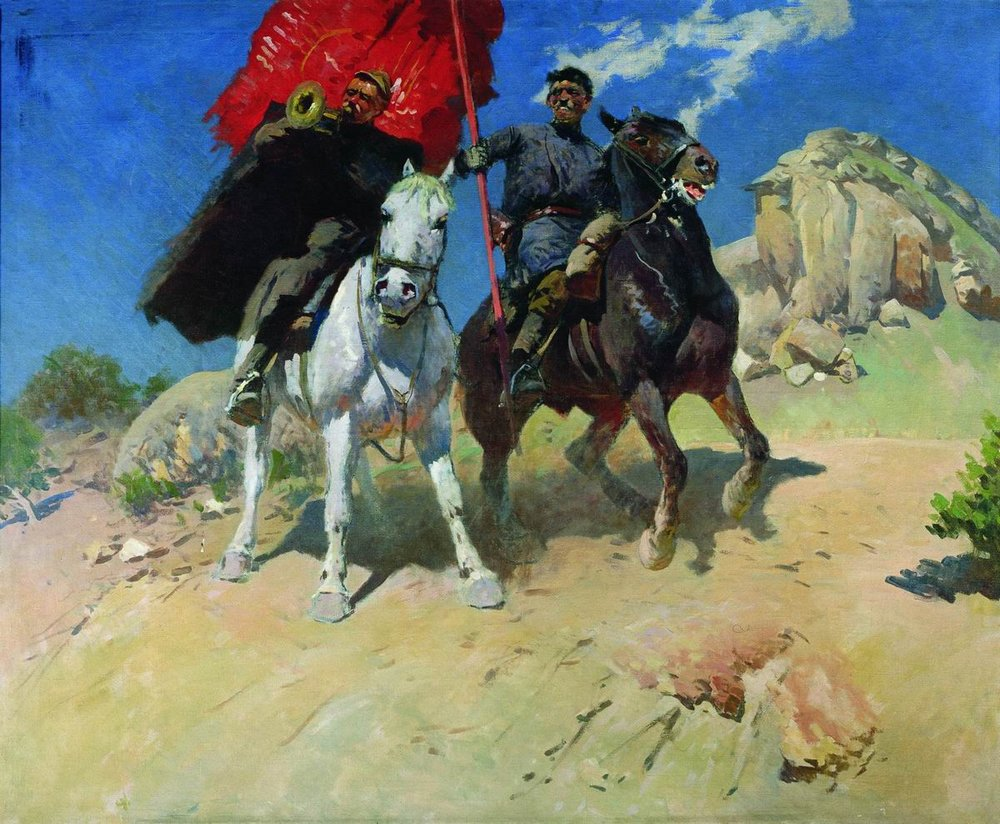
م. گرکوف برنده و حامل استاندارد
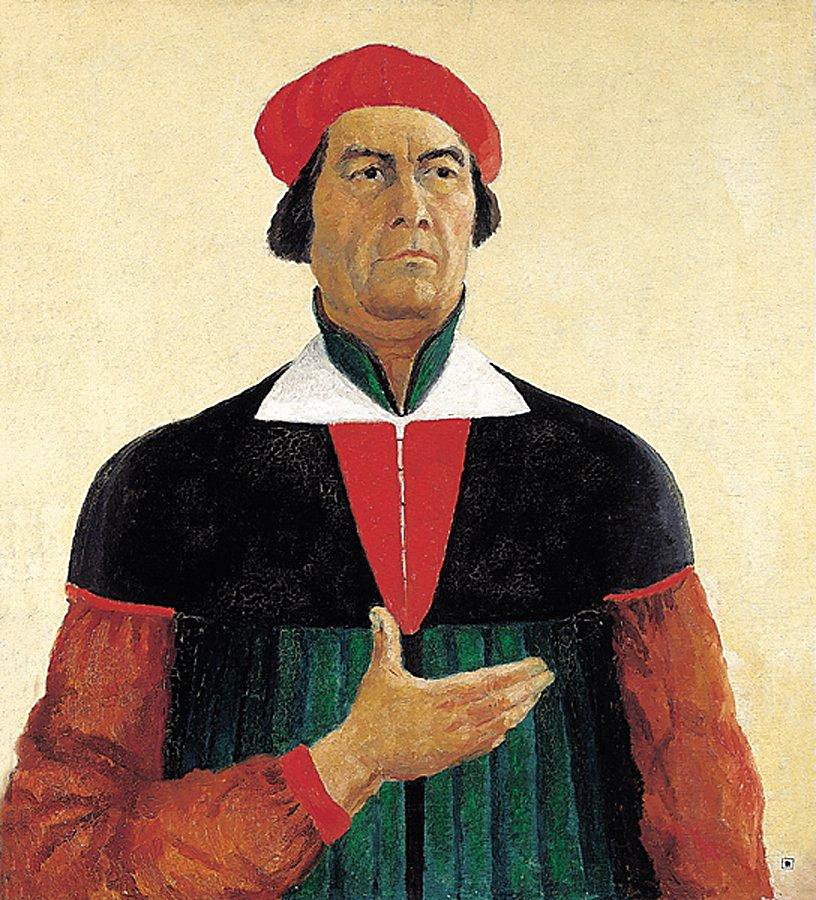
K. مالویچ خود پرتره ۱۹۳۳
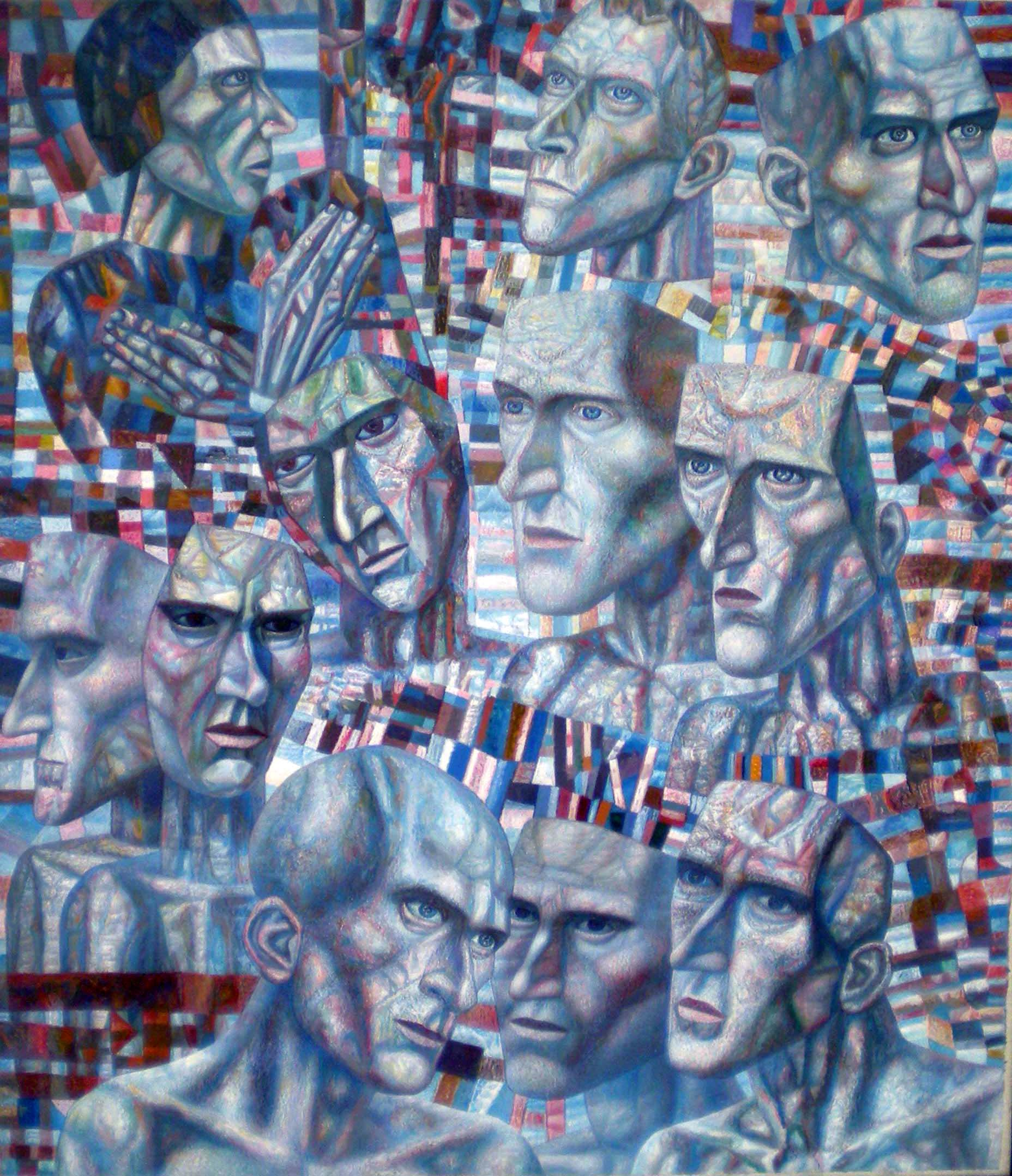
پ. فیلونف کارگران شوک ۱۹۳۵
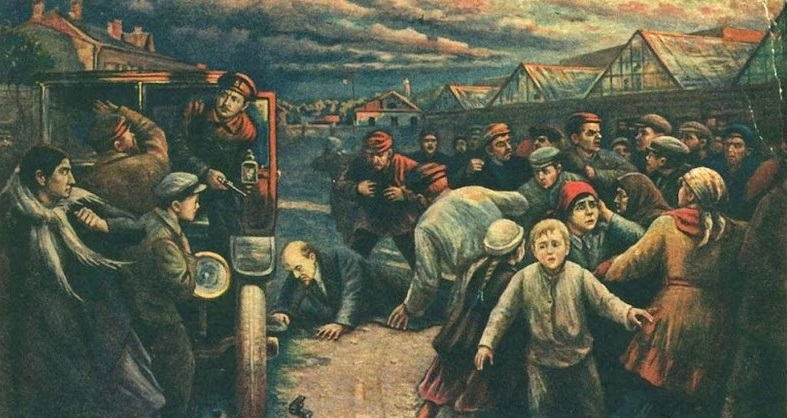
V. پچلین اقدام به ترور لنین. ۱۹۲۷
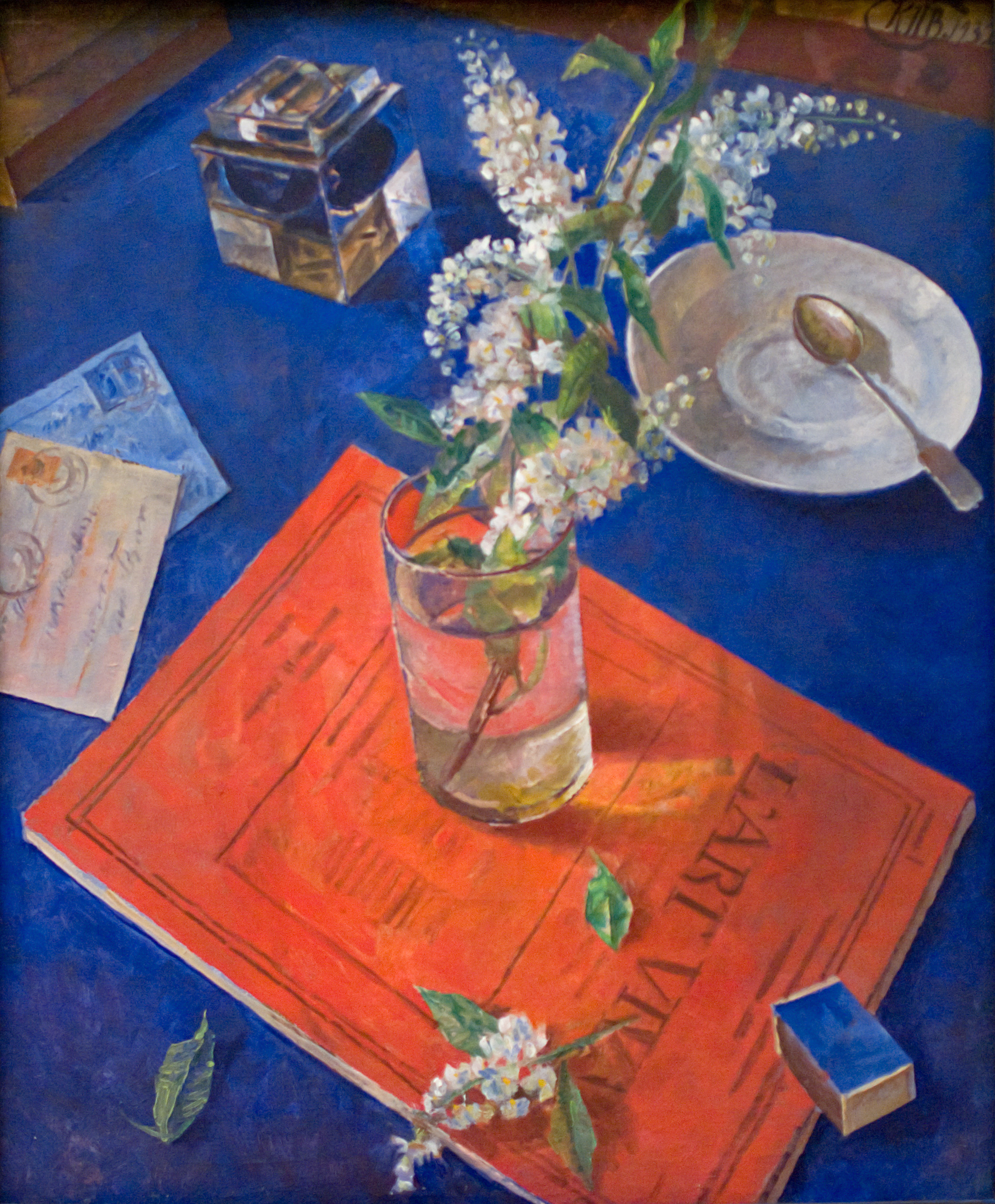
پتروف وودکین . گیلاس پرنده در لیوان. ۱۹۳۲